# Pierrefeu
Pierrefeu é uma comuna francesa na região administrativa da Provença-Alpes-Costa Azul, no departamento Alpes Marítimos. Estende-se por uma área de 22,27 km², com 243 habitantes, segundo os censos de 1999, com uma densidade de 10 hab/km².